# Fernando Cabrera Cantó
Fernando Cabrera Cantó – hiszpański malarz tworzący na przełomie XIX i XX wieku.
Studiował na Królewskiej Akademii Sztuk Pięknych San Carlos w Walencji, gdzie był uczniem Lorenzo Casanova. Kontynuował naukę w Madrycie pod okiem artysty Casto Plasencia a później we Włoszech, dzięki stypendium ufundowanym przez prowincję Alicante.
Na Krajowej Wystawie Sztuk Pięknych w Madrycie w 1890 roku otrzymał II medal za obraz Sieroty, a w 1906 roku złoty medal za obraz Al abismo.
Wiele z jego prac ma charakter społeczny, podczas gdy inne przedstawiają sceny rodzajowe (kostumbryzm), pejzaże, portrety i martwe natury.